# Bidens conjuncta
The Bog Beggarticks (Bidens conjuncta) là một loài thực vật có hoa trong họ Asteraceae. Loài này thuộc chi Bidens. Nó chỉ được tìm thấy ở phía tây Maui.